# Srdce pro Václava Havla

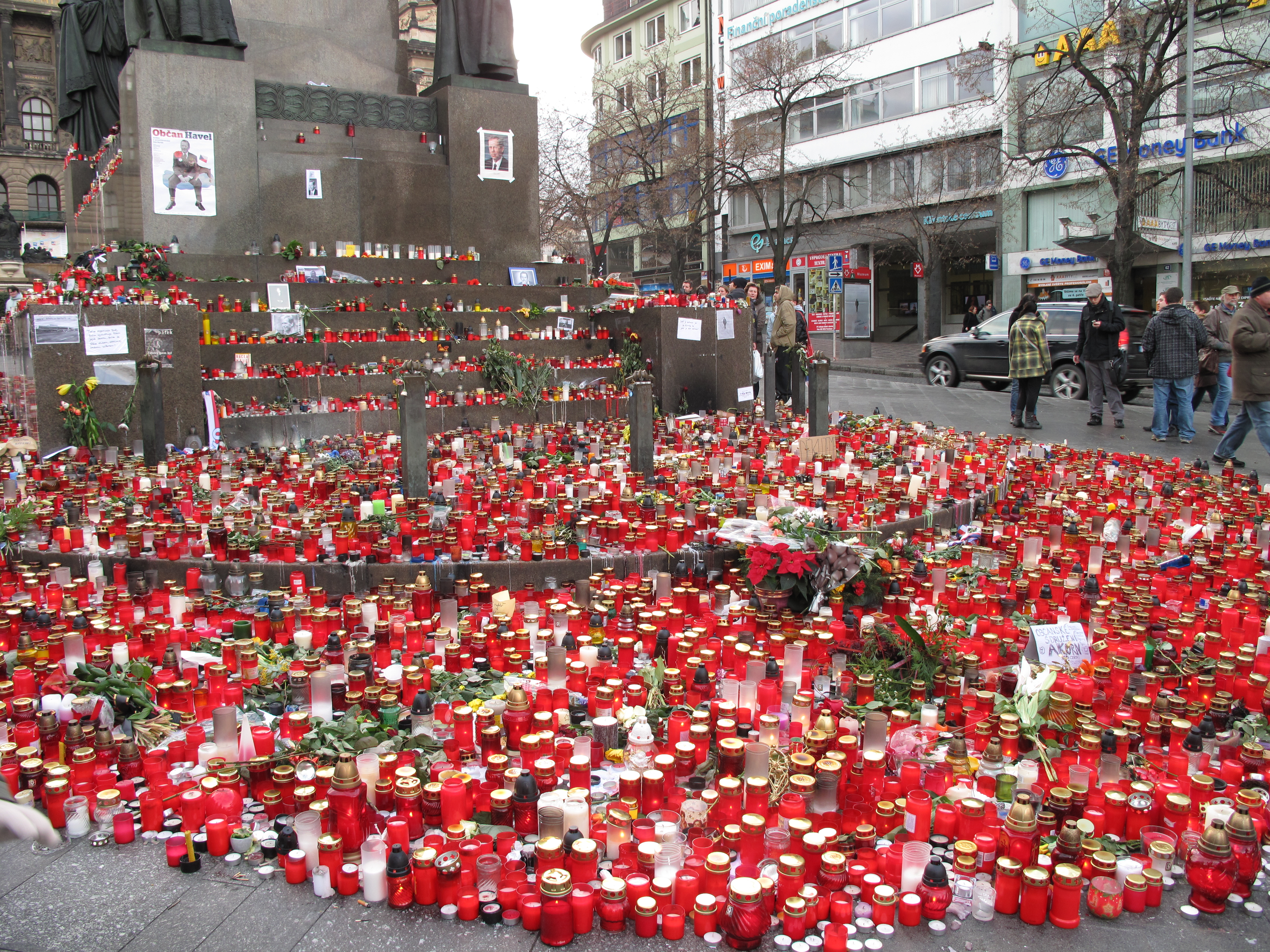
Pietní místo u sochy Svatého Václava na pražském Václavském náměstí, odkud pochází velká část svíček

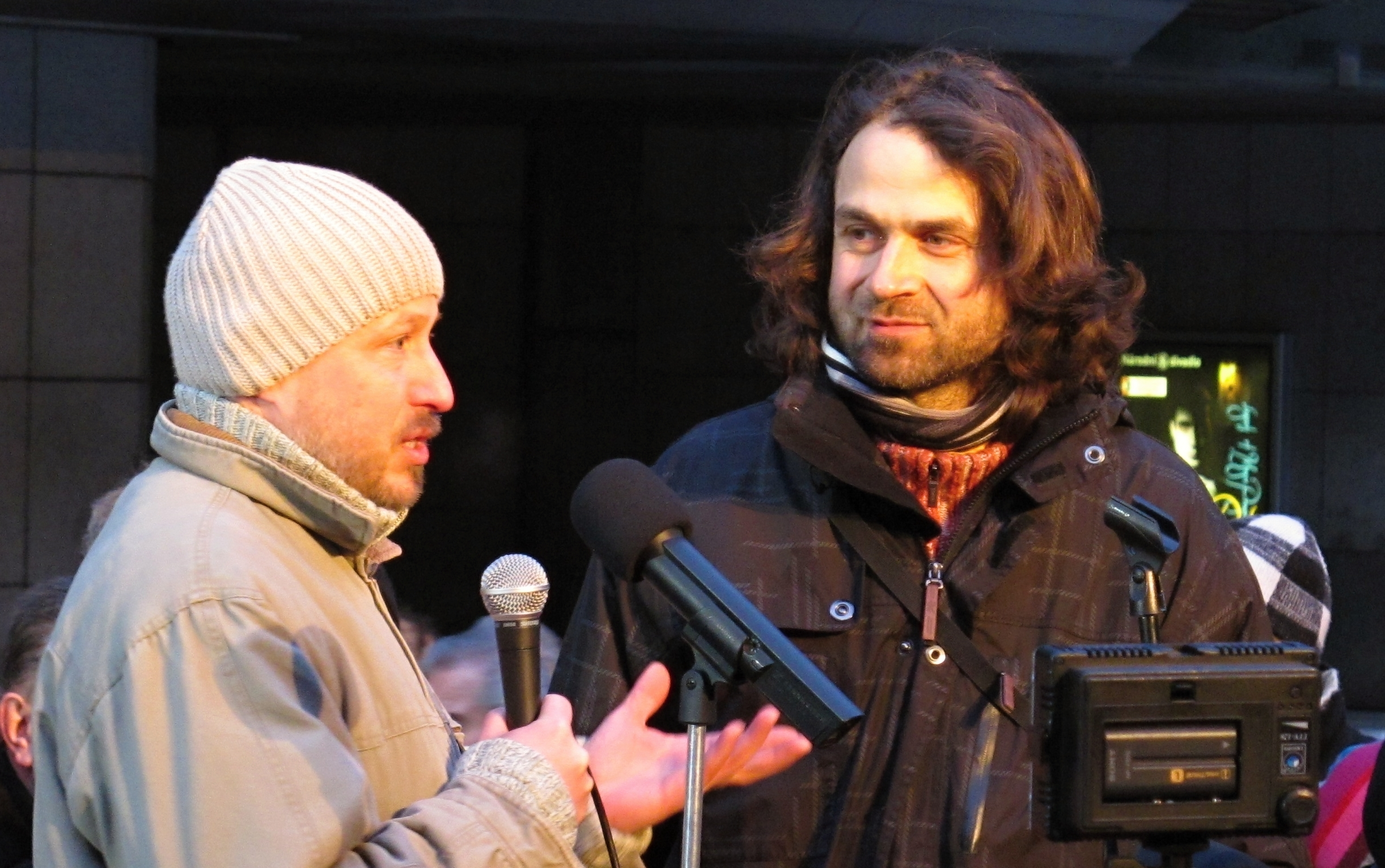
Autoři plastiky Lukáš Gavlovský (vpravo) a Roman Švejda při slavnostním odhalení

Srdce pro Václava Havla je plastika ve tvaru otevřeného srdce, která vznikla k uctění památky Václava Havla. Autoři Lukáš Gavlovský a Roman Švejda na ni použili vosk z tisíců nedohořených svíček, které musely být v průběhu prosince 2011 a ledna 2012 odklízeny z pietních míst vzniklých po smrti Václava Havla spontánně po celém Česku. 2 metry vysoká a 2,3 tuny vážící plastika byla odhalena 9. února 2012 na piazzettě Národního divadla (Náměstí Václava Havla) v Praze 1, kde byla umístěna do dubna 2012. Poté putovala dalšími českými městy – srdce se objevilo v Litomyšli, Grabštejně, Brně, Zlíně a Uherském Ostrohu. Od dubna 2014 je trvale umístěno v zámku Litomyšl.

## Vznik
Nápad přetavit vosk ze svíček do velké plastiky ve tvaru srdce a „využít tak materiál, ve kterém je nainvestována ohromná lidská energie,“ dostal výtvarník Lukáš Gavlovský přímo na pietním místě na Václavském náměstí. Svůj záměr oznámil veřejnosti a domluvil se s úklidovými četami, které pietní místa uváděly do původního stavu, aby mu schovávaly svíčky. Dílo začalo vznikat v pražském kulturním centru Trafačka za pomoci mnoha dobrovolníků. 18. a 19. ledna probíhala výroba licí formy, 20. ledna byla odlita první vrstva. Další vrstva (celkem jich je deset) pak přibývala přibližně každý den. 25. ledna se konal poslední úklid soklu sochy svatého Václava. Dobrovolníci sbírali vosk i z dalších pietních míst – nejen v Praze, ale v celém Česku. Kromě hlavního města se tak zapojilo například Brno, Plzeň a Uhlířské Janovice. Z 3,5 tuny svíček se získalo asi 2,5 tuny vosku. Plastika byla rozdělena do 115 kvádrů.

## Umístění
Radnice Prahy 1 vznik plastiky podpořila, ale nepřála si, aby dílo stálo přímo na Václavském náměstí, kde chtěl velké voskové srdce Gavlovský vytvářet. Uvažovalo se proto například o kulturním centru Pražská křižovatka. Nakonec byla vybrána piazzetta u Národního divadla (od roku 2016 pojmenovaná Náměstí Václava Havla). Sestavení plastiky z kvádrů probíhalo 9. února a v podvečer bylo hotové dílo slavnostně odhaleno, za doprovodu taneční skupiny Nanohach a hudebníka Vojtěcha Švejdy. Odhalení se účastnila i vdova Dagmar Havlová. Srdce pro Václava Havla u Národního divadla zůstalo do 10. dubna. Poté začala jeho pouť po dalších českých městech:
- Zámecký pivovar v Litomyšli (14. června – 4. července 2012) – jako součást výstavy fotografií Václava Havla, v rámci festivalu Smetanova Litomyšl. Dílo mělo původně v Litomyšli zůstat až do 8. července, ale vlivem veder vosk změkl a srdce se začalo bortit, proto muselo být rozebráno a odvezeno už 4. července.[7]

- Hrad Grabštejn (19. července[8] – 5. prosince 2012[9]) – poškozená plastika byla umístěna do sklepení hradu Grabštejn, kde ji nejprve autoři opravili a poté bylo srdce opět zpřístupněno veřejnosti.[8]

- Divadlo Husa na provázku v Brně (18. prosince 2012[10] – 16. dubna 2013[11]) – slavnostní vernisáž se konala přesně rok po Havlově smrti. Ve středu srdce se nacházela svíčka s Betlémským světlem.[12]

- Zámek Zlín (8.–31. května 2013) – jako součást výstavy fotografií Prezident Václav Havel, v rámci festivalu Zlínské jaro.[13]

- Zámek v Uherském Ostrohu (8. června 2013 – duben 2014) – srdce bylo odhaleno v nové podzemní trase ostrožského zámku.[14][15]

- Zámek Litomyšl (od 12. dubna 2014) – protože časté stěhování bylo pro dílo náročné, byla vytvořena trvalá expozice v zámku v Litomyšli. Expozice byla otevřena 12. dubna 2014, k 20. výročí setkání sedmi středoevropských prezidentů v Litomyšli iniciovanému Václavem Havlem. Součástí expozice je kromě voskového srdce také sousoší Strážci od Olbrama Zoubka, ztvárňující Jana Palacha a Jana Zajíce. Celou expozici, obsahující i interaktivní prvky, navrhl architekt Josef Pleskot.[16]

Původně se uvažovalo, že Srdce pro Václava Havla bude trvale umístěno na Letišti Václava Havla, či dokonce že by bylo voskové srdce přetaveno v jiný objekt nebo po částech rozdáno.

## Galerie

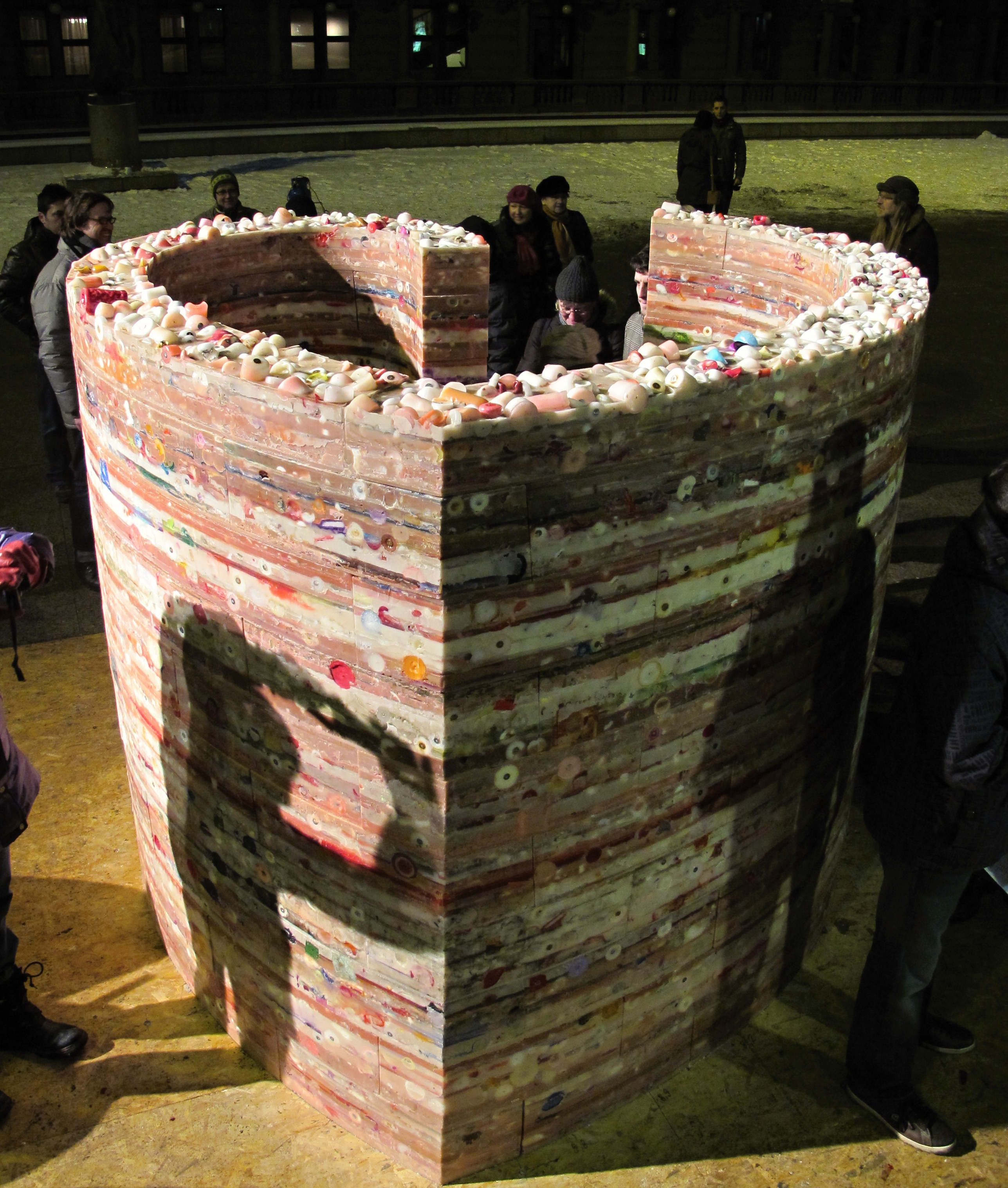
Celkový pohled
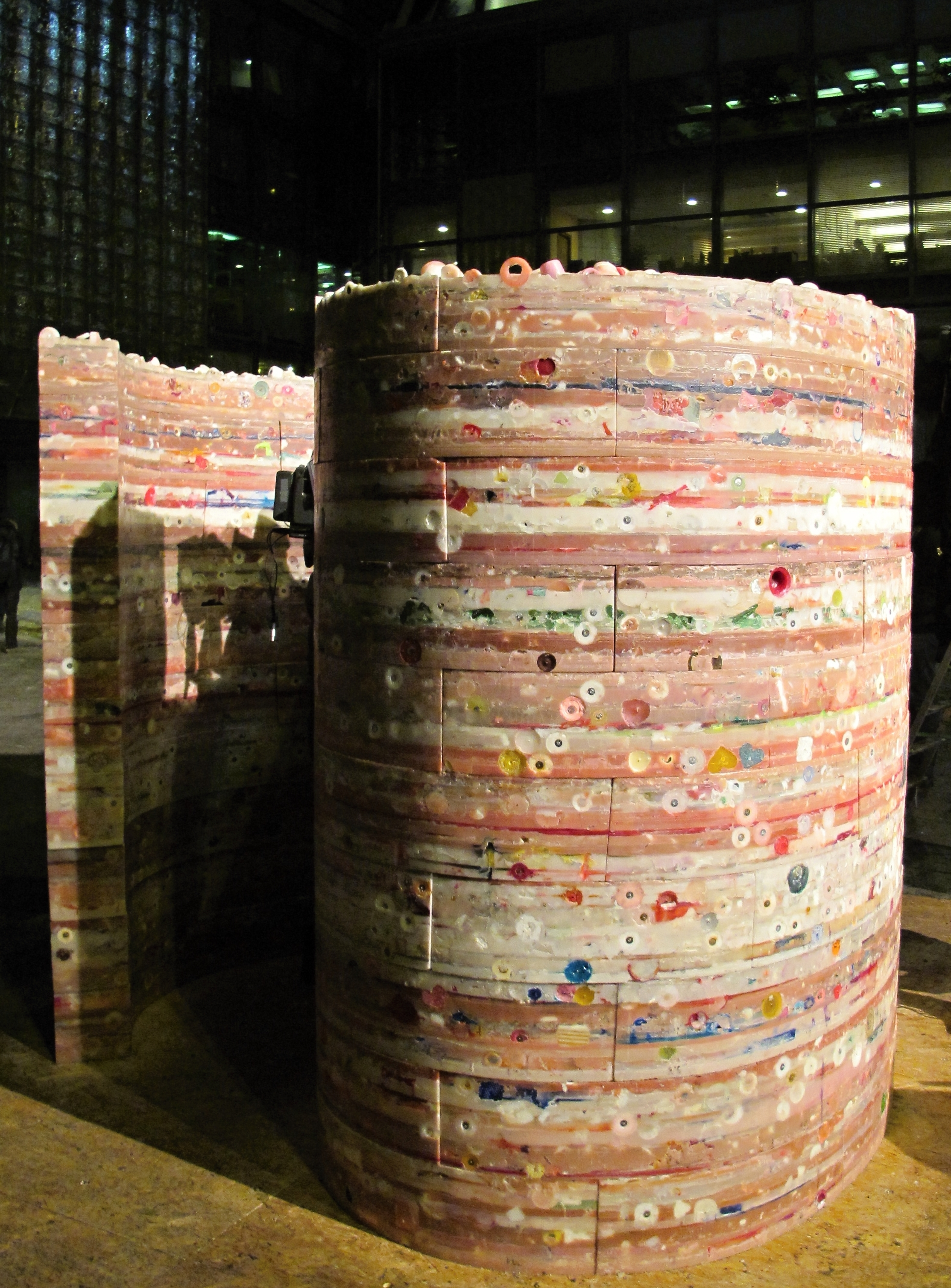
Pohled z otevřené strany
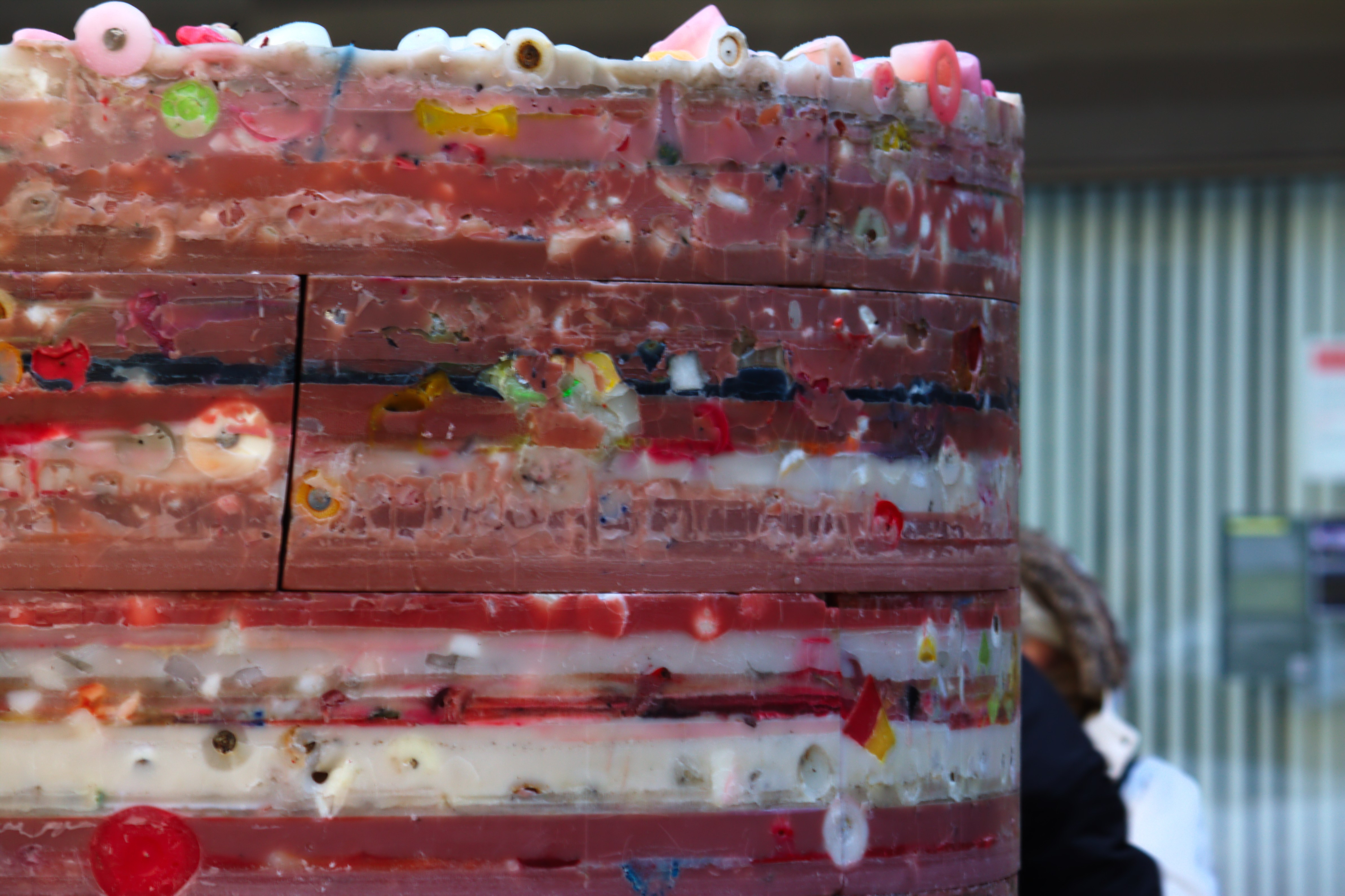
Detail
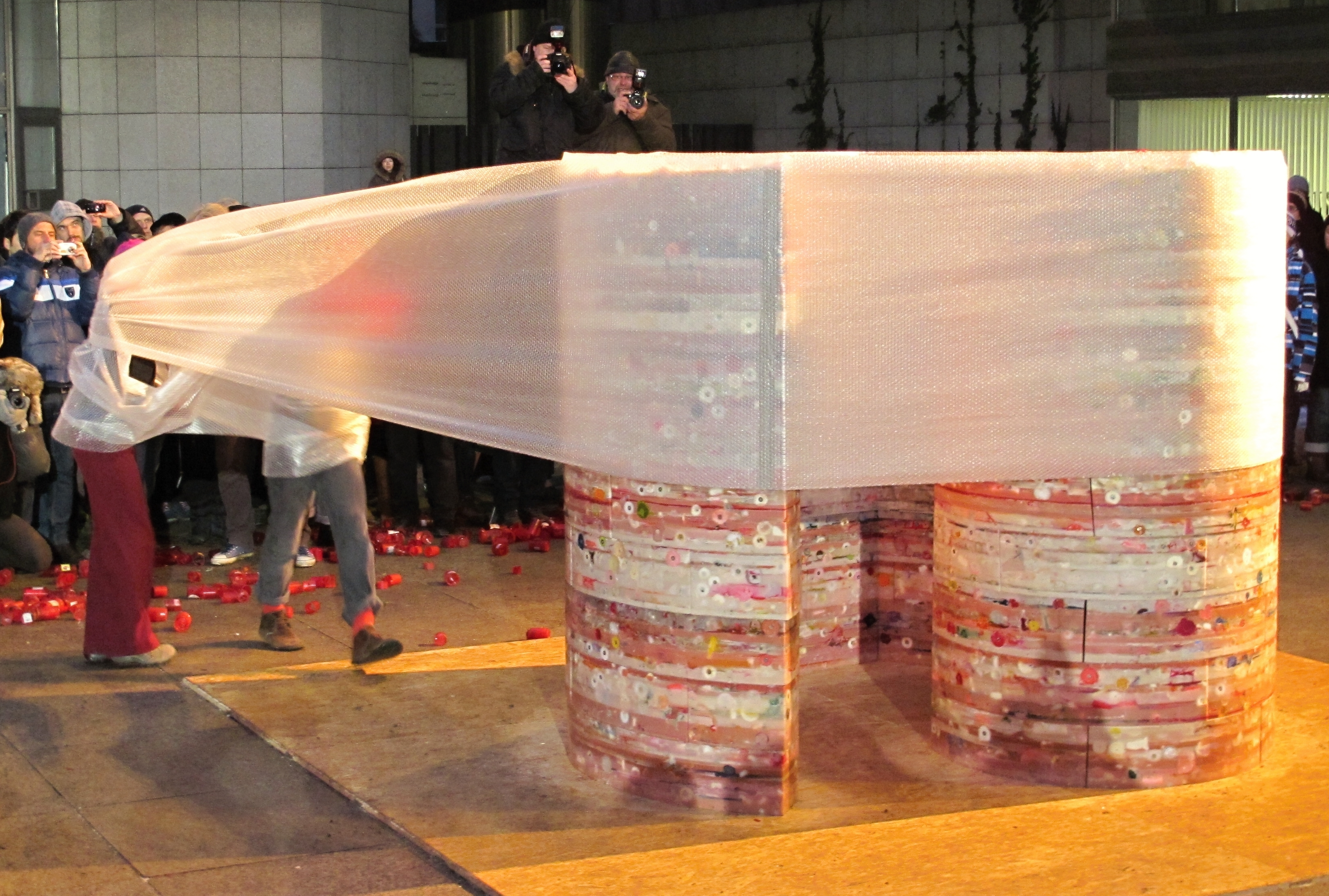
Odhalování
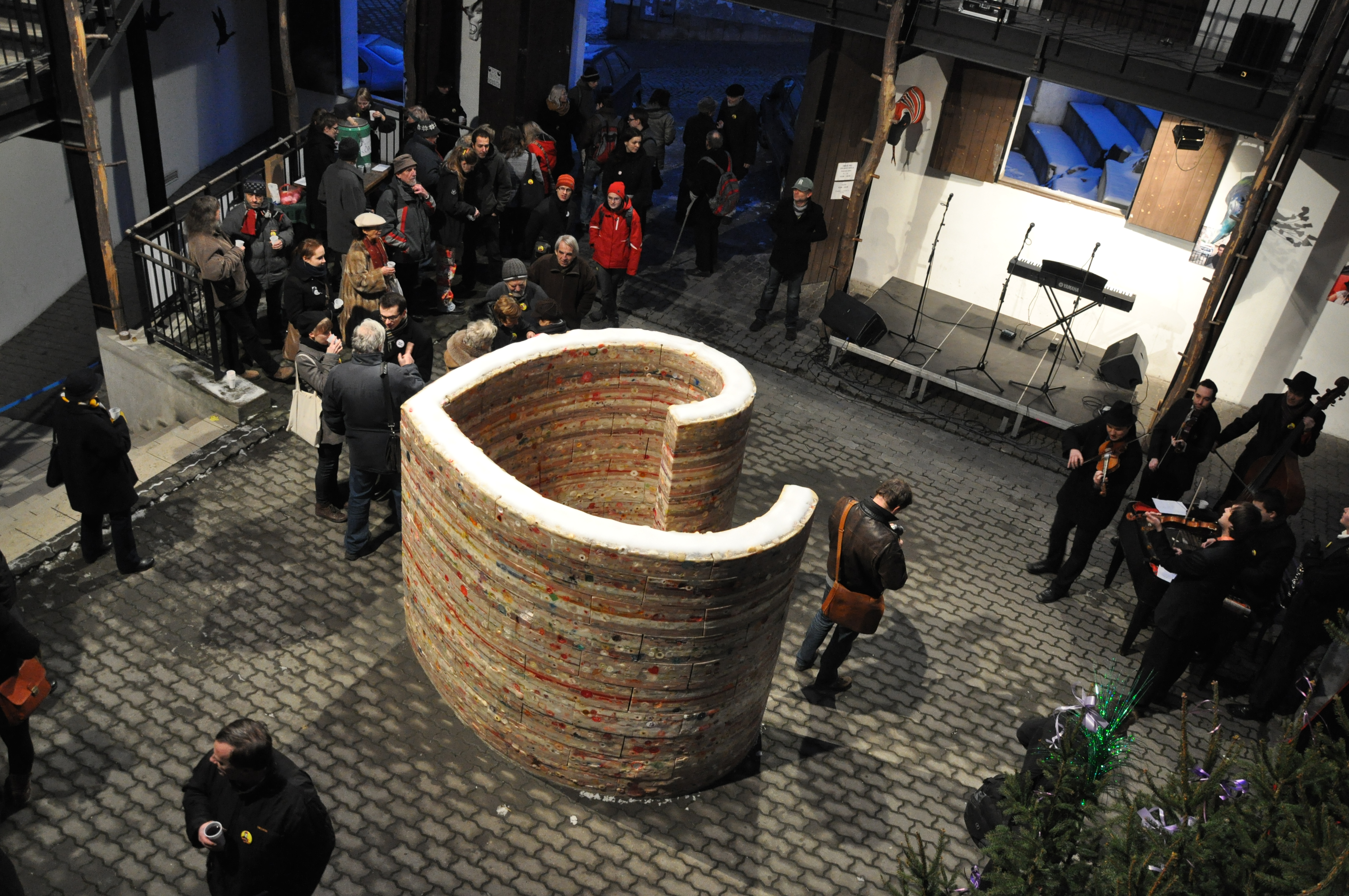
Výstava díla v Brně

## Reakce
Havlův zavilý odpůrce Jiří Wolf plastiku poté, co byla umístěna na prostranství u Národního divadla a zvědaví kolemjdoucí vcházeli dovnitř jako za zástěnu, nazval „Veřejnými záchodky Václava Havla“. Při vernisáži díla v brněnském Divadle Husa na provázku zas přišli dva Havlovi odpůrci s transparenty připomínající oběti válek, které Havel podporoval, což vyvolalo slovní potyčku a přetahovanou o transparenty.
Měkký povrch plastiky umožňuje, aby do něj lidé vyrývali různé vzkazy. Podle Romana Švejdy „převládaly dva tvary – kosočtverce a srdíčka. Srdíčka ale převažovala“. Podle jeho slov spolu s Lukášem Gavlovským nečekali, že zájem o Havlovo srdce bude trvat tak dlouho.

## Zmenšeniny
Pro brněnské Divadlo Husa na provázku vyrobili autoři ze zbylého vosku zmenšenou kopii plastiky (v poměru 1:6). Zmenšenina byla předána v říjnu 2013 při příležitosti schválení pojmenování Uličky Václava Havla, která přiléhá k divadlu.
Obdobnou zmenšeninu dostalo americké město Chicago, partnerské město Prahy. Plastika byla odhalena na chicagské radnici v červnu 2015 v rámci kulturního festivalu Dny Prahy v Chicagu. Od 2. května do 30. června 2016 byla plastika vystavena na Columbia College Chicago. Na jakém místě v Chicagu zůstane plastika natrvalo, nebylo k červnu 2015 rozhodnuto.
V roce 2012 se také uvažovalo, že další zmenšeninu by dostalo Národní muzeum.